# Gmina Pisarovina
Gmina Pisarovina (chorw. Općina Pisarovina) – gmina w Chorwacji, w żupanii zagrzebskiej. W 2011 roku liczyła  3689 mieszkańców.